# روابط فرانسه و مالزی
{
روابط فرانسه و مالزی (انگلیسی: France–Malaysia relations) روابط خارجی بین فرانسه و مالزی می‌باشد. سفارت فرانسه در کوالا لامپور قرار دارد و سفارت مالزی در پاریس می‌باشد.

## تاریخچه
بعد از استقلال فدراسیون مالایا در سال ۱۹۵۷، روابط دیپلماتیک بین دو کشور برقرار شد اگرچه سفیر مالایایی در سال ۱۹۵۹ وارد پاریس شد. طی زمامداری ژاک شیراک و مهاتیر محمد در دو کشور، روابط آنها به ویژه در حوزه فرهنگی، سیاسی و اقتصادی به نحو چشمگیری توسعه پیدا کرد.